# Российская улица (Санкт-Петербург)

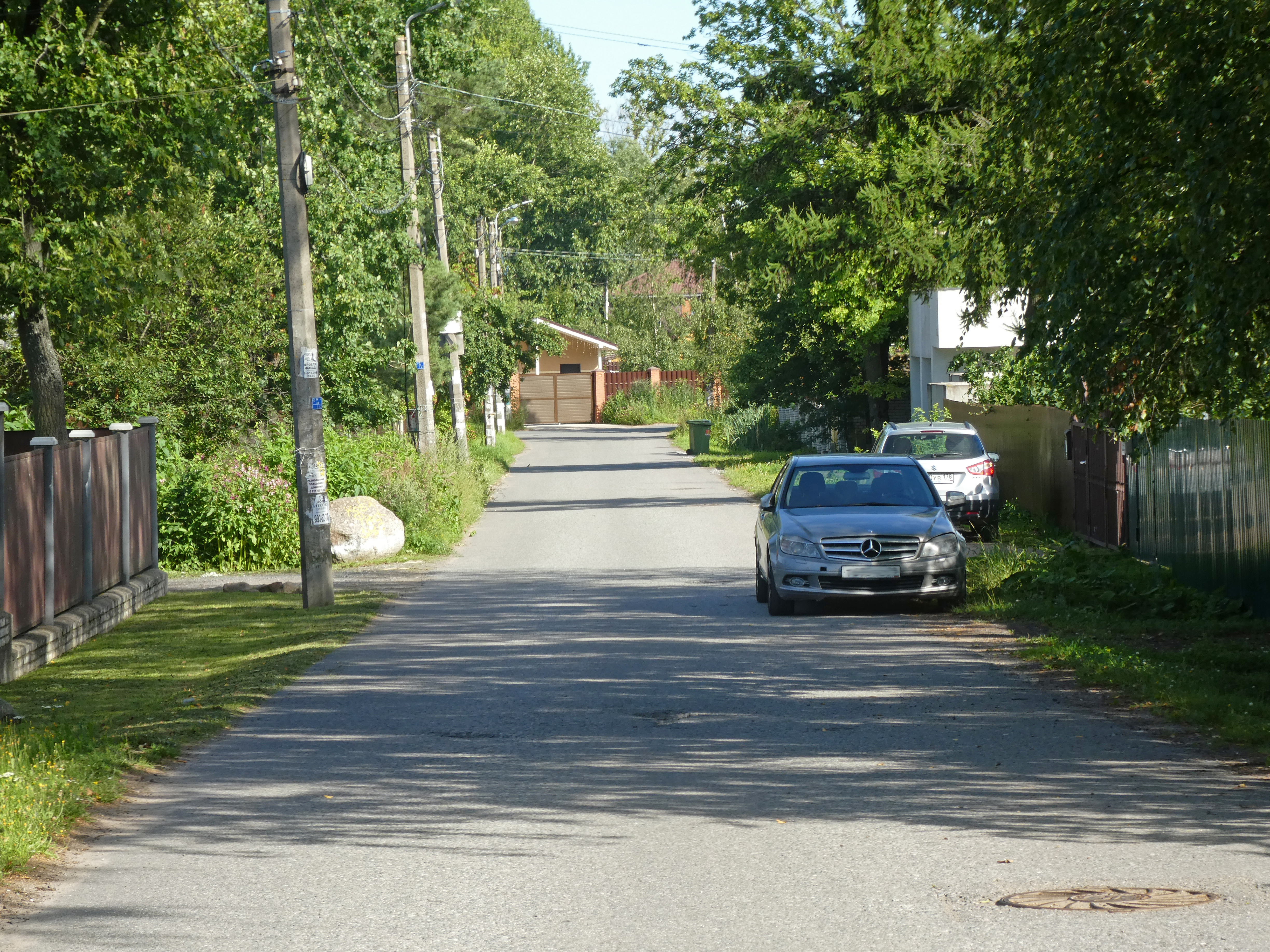
Российская улица, вид на юго-восток

Росси́йская улица — улица в Красносельском районе Санкт-Петербурга. Расположена в историческом районе Сергиево. Идёт от Российского переулка к Красносельскому шоссе.

## Магистрали
Российская улица граничит или пересекается со следующими магистралями:
1. Российский переулок
2. 1-я Линия
3. 2-я Линия
4. 3-я Линия
5. 4-я Линия
6. 5-я Линия
7. 6-я Линия
8. 7-я Линия
9. Красносельское шоссе[2]

## Транспорт
- Метро:
  - Ближайшая станция — «Проспект Ветеранов» — приблизительно в 9,35 км от улицы
- Автобусы:
  - Остановка «Станция Сергиево»: № 229, 359, 635, 486В
  - Остановка «Волховское шоссе»: № 129, 462,  461, 635, 486В
  - Остановка «Красносельское шоссе»: № 129, 461, 462, 635, 636
- Железнодорожный транспорт:
  - Станция «Сергиево»[2]